# Марли-ла-Виль
Марли-ла-Виль (фр. Marly-la-Ville) — муниципалитет во Франции, в регионе Иль-де-Франс, департамент Валь-д'Уаз. Население — 5 729 человек (1999).
Муниципалитет расположен на расстоянии около 28 км северо-восточнее Парижа, 33 км восточнее Сержи.

## Демография
Динамика населения (INSEE):